# Thomas Nägler
Thomas Nägler (* 30. Januar 1939 in Slimnic, Königreich Rumänien; † 4. November 2011 in Neuhausen auf den Fildern, Deutschland) war ein rumänischer Archäologe, Historiker, Schriftsteller und Politiker aus der deutschsprachigen Minderheit der Siebenbürger Sachsen. Sein Schwerpunkt lag auf der Geschichte Siebenbürgens.

## Leben
Näglers elsässischen Vorfahren kamen im Jahre 1756 in Siebenbürgen an. Thomas Nägler war das älteste von drei Kindern einer Bauernfamilie. Er besuchte zunächst die Volksschule in seinem Heimatdorf Slimnic und später das Pädagogische Lyzeum sowie das Brukenthal-Lyzeum in Sibiu, das er 1957 abschloss. Von 1957 bis 1962 studierte er Geschichte und Philosophie an der Universität Cluj. Der Titel seiner Abschlussarbeit lautete Relaţiile franco-germane între anii 1871–1890 und beschäftigte sich mit den deutsch-französischen Beziehungen zwischen 1871 und 1890.
Nach Ende des Studiums kehrte er 1962 nach Sibiu zurück. Dort durfte er einen Posten beim Staatsarchiv nicht antreten und wurde stattdessen Kurator am örtlichen Brukenthal-Museum, wo er seine Forschungen zur Geschichte Siebenbürgens im Mittelalter und in der Neuzeit fortsetzen konnte. Ab 1963 unternahm Nägler zahlreiche Reisen in den Süden Siebenbürgens, um archäologische Ausgrabungen in Kirchenburgen, Friedhöfen und Niederlassungen zu leiten. Nach dem Gewinn eines Wettbewerbs wechselte er 1969 als wissenschaftlicher Mitarbeiter zum Forschungsinstitut der Rumänischen Akademie in Sibiu. 1970 übernahm er zudem einen Lehrauftrag an der Universität Sibiu. 1974 promovierte Nägler an der Geschichtsfakultät Cluj mit der Doktorarbeit Așezarea sașilor în Transilvania, die er 1979 in deutscher und 1981 in rumänischer Sprache veröffentlichte.
Nach der rumänischen Revolution von 1989 wurde Thomas Nägler der erste Direktor des Institutul de Cercetări Socio-Umane Sibiu und übte dieses Amt bis zu seinem Renteneintritt 1994 aus. Außerdem ging er 1990 in die Politik und wurde Vorsitzender des Demokratischen Forums der Deutschen in Rumänien, bis er 1992 von Paul Philippi abgelöst wurde. Von 1990 bis 1994 war Nägler Hauptschriftleiter der Zeitschrift „Forschungen zur Volks- und Landeskunde“.
Nach einer mehrjährigen Unterbrechung übernahm er 1992 erneut eine Professur für die Geschichte des Byzantinischen Reiches und des Mittelalters an der Lucian-Blaga-Universität in Sibiu und hielt bis 2010 Vorlesungen auf diesem Gebiet. Ab 1994 betreute Nägler auch Doktoranden der Geschichtsfakultät. Am 19. Oktober 2006 verlieh ihm die Lucian-Blaga-Universität den Ehrendoktortitel. Thomas Nägler erlag am 4. November 2011 einem Herzinfarkt und hinterließ seine Ehefrau sowie eine gemeinsame Tochter.

## Veröffentlichungen (Auswahl)
- Die Ansiedlung der Siebenbürger Sachsen. 1979
- Geschichte der Deutschen auf dem Gebiet Rumäniens. (Istoria germanilor pe teritoriul României - red. C. Göllner), Mitverfasser, Bukarest, 1979
- Geschichte der siebenbürgisch-sächsischen Landwirtschaft. (Istoria agriculturii la sașii transilvăneni), mit J. Schobel und K. Drotleff, Bukarest, 1984.
- Așezarea sașilor în Transilvania. Editura Kriterion, Bukarest 1992.
- Românii și sașii până la 1848. (1997 auf Rumänisch, 1999 auf Deutsch)
- Populația românească în sudul Transilvaniei și caracterul colonizării săsești în secolele XII -XIII. - în studii și articole de istorie. vol.XIII, 1969.
- Istoria Transilvaniei, vol. I (până la 1541). Koordinatoren Ioan Aurel Pop und Thomas Nägler, Ed., Zentrum für Siebenbürgische Studien, 2003.
- Istoria Transilvaniei, vol. II (de la 1541 până la 1711). Ioan Aurel Pop, Thomas Nägler, Cluj-Napoca, Ed., Zentrum für Siebenbürgische Studien, 2005.
- The History of Transylvania, vol. I (until 1541). coord. Ioan Aurel Pop, Thomas Nägler, Cluj-Napoca, Zentrum für Siebenbürgische Studien, 2005.
- Die mittelalterliche Burg Tilișca nach ihrer archäologischen Erforschung. In: Forschungen zur Volks- und Landeskunde. Bukarest, 1959.
- Cercetările feudale de la Orlat și continuitatea românilor în sudul Transilvaniei. In: Muzeul Brukenthal. Studii și comunicări, arheologie-istorie. 1977.
- Zum Gebrauch des Ausdrucks „terra deserta“ in einigen Urkunden des 12-13. Jahrhunderts. In: Muzeul Brukenthal. Studii și comunicări, arheologie-istorie. 1974.
- Cercetările din cetatea de la Breaza (Făgăraș). In: Muzeul Brukenthal. Studii și comunicări, arheologie-istorie. 1969.
- Die Ansiedlung der Sachsen in Siebenbürgen und ihr Beitrag zur Entwicklung der rumänischen Feudalgesellschaft. In: Studien zur Geschichte der deutschen Nationalität und ihrer Verbrüderung mit der rumänischen Nation. Bukarest, 1976.